# ウィスコンシン・セントラル

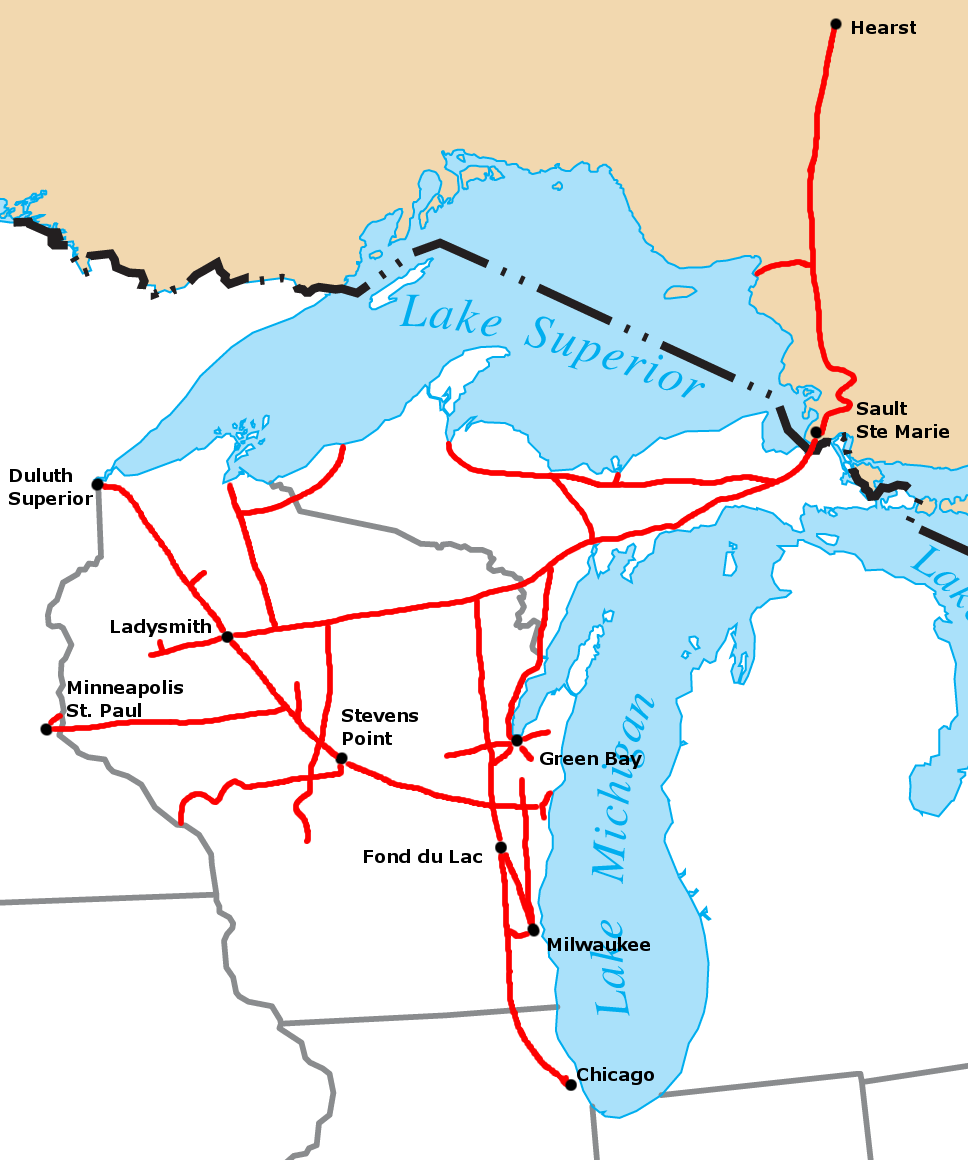
1998年当時のWCの運営路線図

ウィスコンシン・セントラル（Wisconsin Central Ltd.）は アメリカ合衆国に存在する鉄道運営会社である。報告記号はWC。カナダの一級鉄道であるカナディアン・ナショナル鉄道（CN）の子会社である。
かつての親会社であるウィスコンシン・セントラル・トランスポーテーション（WCTC）についても併せて述べる。

## 解説
WCTCはウィスコンシン・セントラル鉄道（報告記号は同じくWC。本項では旧WCと記述する）の線路通行権やミルウォーキー鉄道（MILW）の線路通行権の一部を引き継いで1987年に設立された。MILWの一部というのは、破綻したMILWを吸収したのはスー・ライン鉄道（SOO）であるが、MILWが持つウィスコンシン州、インディアナ州、ミズーリ州、ミネソタ州の資産をいったん吸収した後にウィスコンシン州の線路通行権を分離したものである。
設立の数ヶ月後、WCTCは持株会社に移行。新たに三つの子会社が設けられる。すなわち、鉄道を運営するウィスコンシン・セントラル（Wisconsin Central Ltd.）、車両を保有したりリースしたりするWCLレールカー（WCL Railcars Inc.）、スー・セント・マリー・ブリッジを所有する（Wisconsin Bridges Inc.）である。その後も各国に子会社を設け、その子会社を中心にして各国の鉄道会社を次々と傘下に治めた。
2001年にCNに買収された。その時には五大湖周辺に路線延長2850マイル（4590キロメートル）を展開していた。その路線は、シカゴからウィスコンシン州を通りミネソタ州の双子都市（ミネアポリスとセントポール）、ミネソタ州ダルース、ミシガン州スーセントマリー、カナダのオンタリオ州ハーストに延びていた。

## 年表
- 1987年4月3日 - スー・ライン鉄道がレーク・ステーツ・トランスポーテーション・ディビジョン（Lake States Transportation Division、LSTD）を個人投資家に売却し、新たにウィスコンシン・セントラル・トランスポーテーションを設立すると発表。
- 1987年10月11日 - WCの初列車がウィスコンシン州スティーブ・ポイントから同州ノース・フォンジュラック まで運行される。
- 1991年 - WCの株式が、 ティッカーシンボルWCTCとして売られはじめ、3620万ドルの値をつける。
- 1992年 - 鉄道投資の専門誌、Railway AgeがWCに地方鉄道オブザイヤー（Regional Railroad of the Year）を授与。
- 1993年 - WCはフォックス・リバー・バレー鉄道（Fox River Valley Railroad）とグリーン・ベイ・アンド・ウェスタン鉄道（Green Bay and Western Railroad）を買収し、フォックス・バレー・アンド・ウェスタンを設立。
- 同年 - WCが率いるコンソーシアムが、新たに設立した子会社ウィスコンシン・セントラル・インターナショナルがニュージーランド鉄道（Tranz Rail）を買収。1995年に鉄道の名称をトランツ・レールと変更。
- 1995年 - WCは、新たに設立した子会社ウィスコンシン・セントラル・カナダ・ホールディングスを通じて延長322マイル（518キロメートル）のアルゴマ・セントラル鉄道（Algoma Central Railway）を買収。
- 同年 - WCが率いるコンソーシアムがイギリスのレール・エクスプレス・システムズ（Rail Express Systems）を買収。
- 1996年 - WCの親会社であるCNとCSXトランスポーテーションが、北米の東西を結ぶ新たなインターモーダル輸送経路を開設。
- 同年 - イギリスのイングリッシュ・ウェルシュ・アンド・スコティッシュ鉄道（EWS）を新たに子会社に編入。
- 同年3月4日 - ウィスコンシン州ウェヤウェガでWCの貨物列車が脱線。復旧に16日間を要す。
- 1997年 - EWSがイギリス国内のふたつの貨物鉄道会社を買収。
- 同年 - WCの子会社、スー・セント・マリー・ブリッジがユニオン・パシフィック鉄道（UP）の路線を207マイル（約333キロメートル）を購入。WCはウィスコンシン州グリーン・ベイとミシガン州イシュペミングとを直結した。
- 同年 - 新たな子会社、オーストラリアン・トランスポート・ネットワーク（ Australian Transport Network、ATN）がタスマニアのタスレール株の三分の一を取得。その6ヶ月後、タスマニアのエミュ・ベイ鉄道（Emu Bay Railway）を買収。
- 1999年 - Railway Age誌がWCの社長であるエドワード・A・バンクハードにレールローダー・オブ・ザ・イヤーを授与。
- 2001年1月30日 - CNがは、WCが持つ40億ドルの債権を含めてWCを80億ドルで購入すると発表。
- 2001年9月7日 - 陸上交通委員会がWC売却について調査。
- 同年10月9日 - WCは完全にCNに買収される。